# Ana Nero
Ana Paula Nero Vieira, conhecida por Ana Nero, é uma atriz, diretora, roteirista, produtora e empresária artística na Túnel Q, onde trabalha com gestão e direcionamento de carreira para atrizes e atores que circulam no mercado de audiovisual brasileiro.  	

## Carreira
Ana Nero está no mercado de trabalho desde 1990, quando participou de campanhas publicitárias e seu primeiro trabalho com dramaturgia foi a série “O Grande Pai" - SBT (1992). 
É formada como atriz pelo Teatro Escola Célia Helena, onde pertenceu ao corpo docente da Escola por cinco anos e trabalhou como assistente de direção das aulas de interpretação teatral e, depois integrou a equipe de professores da Escola de Atores Wolf Maya, na cadeira de expressão corporal em aulas integradas de teatro e vídeo, também em São Paulo. atualmente é graduanda de licenciatura em filosofia e bacharelado em cinema, onde também cursou fotografia por dois anos na Faculdade Estácio - RJ.
Produziu e dirigiu as peças: “Um Poema Cênico para Ferreira Gullar” e “Momo e o Senhor do  Tempo” e os curtas-metragens: "Gatilho", “Escuta!”, “Paranoide” e “Alice 40 Graus”.  Trabalhou como diretora assistente para renomados diretores como Vera Holtz, Guilherme Leme Garcia, Ana Beatriz Nogueira, Marco Antonio Braz, Nelson Baskerville, Marco Antônio Rodrigues, Ruy Cortez e Angela Dip. Foi planejamento de conteúdo e produção do Festival Anima Mundi; coordenadora de produção da Cia. Faroeste Caboclo durante o fomento Boca Livre; Gerente de projetos culturais da produtora manhas & manias. Idealizou e produziu a ocupação “Encontro de Expressões Contemporâneas” no Teatro Funarte Plínio Marcos – DF e produtora executiva de diversos espetáculos e shows musicais.
No audiovisual também trabalhou para produtoras paulistas onde realizou filmes se desdobrando entre as funções de roteirista, assistente de direção, produtora executiva e casting. Trabalhou como planejamento de conteúdo e produção do Festival Anima Mundi; 

## Vida pessoal
Irmã do ator Alexandre Nero e da publicitária Andrea Nero. Em 1997 teve seu primeiro e único filho, o ator Naomi Nero.	

## Audiovisual
| Ano    | Título                                   | Função                                | Direção                             | Notas           |
| ------ | ---------------------------------------- | ------------------------------------- | ----------------------------------- | --------------- |
| 2025   | Volta Por Cima                           | Elenco                                | André Camara e Lucio Tavares        | Novela Globo    |
| 2024   | Ângela Diniz: O Crime da Praia dos Ossos | Elenco                                | Andrucha Waddington                 | Série HBO-Max   |
| 2024   | Gatilho                                  | Direção / Fotografia                  | Ana Nero                            | Curta-Metragem  |
| 2024   | Embargada                                | Direção / Montagem                    | Ana Nero                            | Curta-Metragem  |
| 2023   | Vermelho Sangue                          | Elenco                                | Patricia Pedrosa                    | Série Globoplay |
| 2022   | Sob Pressão (5ª temporada)               | Elenco                                | Andrucha Waddington                 | Série Globo     |
| 2022   | Nossa Senhora de Copacabana              | Codireção / Produção                  | Alexandre Nero e Ana Nero           | Clipe Musical   |
| 2021   | Turvo                                    | Elenco                                | Murilo Sued                         | Longa-Metragem  |
| 2021   | A Particula                              | Assistente de Direção / Produção      | André Aquino                        | Clipe Musical   |
| 2020   | Caroço                                   | Roteiro                               | Giuliano Saade                      | Curta-Metragem  |
| 2020   | Cura                                     | Elenco / Roteiro                      | Giovanna Velasco                    | Curta-Metragem  |
| 2020   | Escuta!                                  | Direção                               | Ana Nero                            | Curta-Metragem  |
| 2019 - | O Escolhido                              | Elenco                                | Michel Tikhomiroff e Max Calligaris | Série Netflix   |
| 2018   | Paranoide                                | Direção / Roteiro                     | Ana Nero                            | Curta-Metragem  |
| 2017   | Cidade Proibida                          | Elenco                                | Maurício Farias                     | Série Globo     |
| 2017   | Vazio                                    | Elenco                                | Giuliano Saade                      | Curta-Metragem  |
| 2017   | Shit Happens                             | Elenco                                | Giovanna Velasco e Marco Bravo      | Curta-Metragem  |
| 2017   | Alice 40 Graus                           | Direção / Roteiro                     | Ana Nero                            | Curta-Metragem  |
| 2016   | Vai Passar                               | Elenco / Roteiro                      | Cadu Fávero                         | Curta-Metragem  |
| 2016   | Quem Não Chora Não Mama                  | Roteiro                               | Marco Bravo                         | Curta-Metragem  |
| 2003   | A Boneca do Minhocão                     | Elenco / Direção / Montagem / Roteiro | Marcelo Presotto / Ana Nero         | Curta-Metragem  |
| 1996   | Rain in the Face                         | Direção / Roteiro                     | Ana Nero                            | Curta-Metragem  |
| 1992   | O Grande Pai                             | Elenco                                | Walter Avancini e Crayton Sarzy     | Série SBT       |

## Teatro
| Ano         | Título                                              | Direção                            | Função                                        |
| ----------- | --------------------------------------------------- | ---------------------------------- | --------------------------------------------- |
| 2021        | Terminal Só (Solo Autoral - O Fio Invisível)        | Nelson Baskerville                 | Elenco / Dramaturgia                          |
| 2018        | Romeu e Julieta, o Musical                          | Guilherme Leme Garcia              | Diretora Assistente                           |
| 2017        | Um poema cênico para Ferreira Gullar                | Ana Nero                           | Direção                                       |
| 2017        | Cinco Tiros em John Lennon                          | Ana Beatriz Nogueira               | Diretora Assistente                           |
| 2015        | Killer Joe                                          | Mário Bortolotto                   | Produção                                      |
| 2015        | Um Pai (Puzzle)                                     | Vera Holtz e Guilherme Leme Garcia | Assistência de Direção                        |
| 2015        | Exercícios para Sr. Silva                           | Cristina Moura                     | Elenco                                        |
| 2014        | Medéia: 1 Verbo                                     | Marco Antônio Rodrigues            | Elenco                                        |
| 2013        | Bola de Ouro                                        | Marco Antônio Braz                 | Produção Executiva                            |
| 2013        | ReVendo Amor: com pouco uso, quase na caixa         | Ana Nero                           | Direção de Palco / Produção                   |
| 2013        | Os Três Tremores                                    | Ana Nero                           | Direção de Palco / Produção                   |
| 2012        | Valsa nº 6                                          | Marco Antônio Braz                 | Assistência de Direção                        |
| 2012        | Beijo no Asfalto                                    | Marco Antônio Braz                 | Assistência de Direção                        |
| 2012        | Os Sete Gatinhos                                    | Marco Antônio Braz                 | Assistência de Direção                        |
| 2011        | Após o Anoitecer                                    | Ana Nero                           | Direção / Adaptação                           |
| 2011        | O Silêncio que Veio do Céu                          | Bruno Guida                        | Elenco                                        |
| 2011 - 2012 | Mais uma Dose Para Consumir em uma Noite de Insônia | Ernani Sanchez                     | Elenco / Dramaturga / Produtora               |
| 2010 - 2014 | Pornô Falcatrua Nº 18.633                           | Gustavo Machado                    | Elenco / Produtora                            |
| 2008        | O Natimorto                                         | Mário Bortolotto                   | Produção Executiva                            |
| 2008        | Alma Boa de Setsuan                                 | Marco Antônio Braz                 | Assistência de Direção / Preparadora Corporal |
| 2005 - 2006 | Momo e o Senhor do Tempo                            | Ana Nero                           | Direção / Adaptação                           |
| 2006        | Lázaro                                              | Ruy Cortez                         | Elenco                                        |
| 2005        | Alma Boa de Setsuan                                 | Ruy Cortez e Fernando Nitsch       | Elenco                                        |
| 2004 - 2005 | Recém Separados                                     | Ângela Dippe                       | Assistência de Direção                        |
| 2003        | Guerra dos Mutans                                   | Ângela Dippe                       | Assistência de Direção                        |
| 2002        | Ensaio Sobre a Cegueira                             | Marco Antônio Rodrigues            | Elenco                                        |
| 1997        | Amazônia, Floresta dos Sonhos                       | Eduardo Silva e Fernando Neves     | Elenco                                        |